# Oscar Pistorius
Oscar Leonard Carl Pistorius (Joanesburgo, 22 de novembro de 1986) é um ex-atleta olímpico e paralímpico, condenado pelo assassinato de sua namorada, Reeva Steenkamp. Foi o primeiro  atleta olímpico e paralímpico da história a competir de maneira simultânea e em igualdade de possibilidades com atletas não deficientes em nível mundial e olímpico. É conhecido como "Blade Runner" (corredor lâmina) por não ter as duas pernas e usar próteses finas feitas de fibra de carbono.

## Carreira

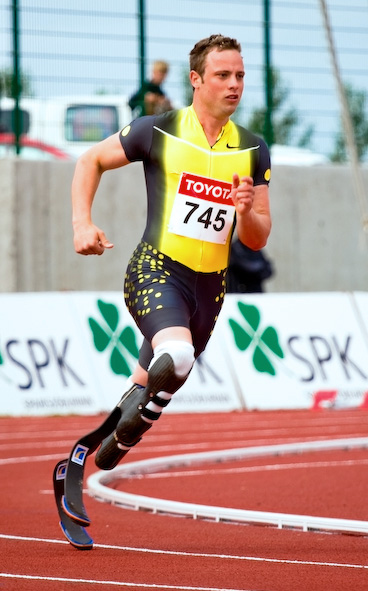
Pistorius (2007)

A sua participação em Pequim 2008 foi rejeitada pela Associação Internacional de Federações de Atletismo por considerar que as suas próteses lhe conferiam vantagem sobre os demais atletas. O atleta recorreu da decisão e em Maio de 2008 o Tribunal Arbitral do Esporte revisou a decisão. Entretanto, Pistorius não obteve a marca mínima que exige a Associação Internacional de Federações de Atletismo para correr na prova de 400 metros.
Em 1 de setembro de 2011, Pistorius competiu com atletas não deficientes em prova oficial válida pelo campeonato mundial de atletismo em Daegu, alcançando a fase semifinal na prova de 400 metros rasos e no revezamento 4x100.
No dia 4 de agosto de 2012 em Londres, Inglaterra, se tornou o primeiro atleta paraolímpico a disputar uma Olimpíada em igualdade de condições com atletas considerados normais, alcançando a classificação para as semifinais dos 400 metros rasos.
No dia 9 de agosto de 2012, juntamente com a equipe de revezamento 4x400m da África do Sul, se classificou para a final da modalidade nas Olimpíadas de Londres em 2012.

## Crime e condenação
A 14 de fevereiro de 2013 foi detido por suspeita de matar a sua namorada, Reeva Steenkamp, com quatro tiros, através de uma porta fechada da casa de banho.
Em 12 de setembro de 2014, Oscar Pistorius foi considerado culpado de homicídio negligente/culposo pela morte da namorada. O atleta sul-africano incorre numa pena de prisão que pode chegar aos 15 anos.
Em 21 de outubro de 2014, Pistorius foi condenado a 5 anos de prisão pelo assassinato. A sentença foi dada pela juíza Thokozile Masipa, em um tribunal da cidade de Pretória, África do Sul.
O Supremo anulou a sentença da primeira instância ao considerar que houve intenção de matar, sabendo ou não quem estava do outro lado da porta da casa de banho, e declarou o atleta culpado de homicídio voluntário.
Pistorius foi condenado a seis anos de prisão, em 6 de julho de 2016. No dia 24 de novembro de 2017 a justiça sul-africana acatou recurso da promotoria, aumentando a pena para 13 anos e 5 meses.
Passados 10 anos do crime, a partir de março de 2023 passa a poder ser ouvido visando liberdade condicional. Para tanto, em junho de 2022, Pistorius encontrou-se com os pais de Reeva, um dos requisitos para fazer o apelo de soltura.
Pistorius foi libertado no dia 5 de janeiro de 2024, ficando em liberdade condicional.

## Melhores marcas pessoais
- 100 metros rasos : 10"91 (recorde mundial, 4 de Abril de 2007)
- 200 metros rasos : 21"58 (recorde mundial, 5 de Abril de 2007)
- 400 metros rasos : 45"07 (recorde mundial, em  Lignano Sabbiadoro, 19 de Julho de 2011)[6]